# Egbert Modderman

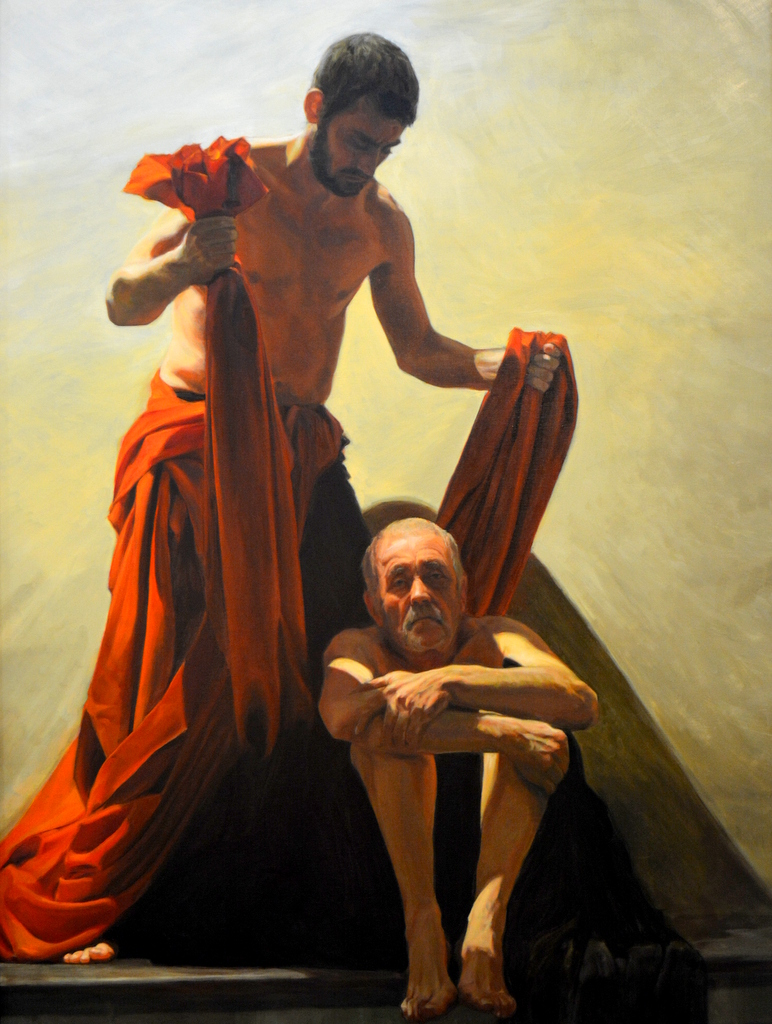
Sint Martinus (2015), in de Martinikerk van Groningen.

Egbert Vincent Modderman (Heerenveen, 1989) is een Nederlands kunstschilder die zich voornamelijk toelegt op het schilderen van levensgrote bijbelse taferelen.

## Leven en werk
Modderman werd geboren in Heerenveen en groeide op in een gereformeerd-vrijgemaakt gezin. Van 2007 tot 2012 studeerde hij Vormgeving Ruimtelijk Ontwerp aan de Academie Minerva. Vanaf 2013 volgde hij schilderlessen aan de Klassieke Academie voor schilderkunst in Groningen en in 2015 aan de Florence Academy of Art.
Korte tijd maakte hij – als broodschilder – portretten en stillevens voor particulieren, maar dit gaf weinig voldoening. Daarom besloot hij zich toe te leggen op universele zingevingsthema's op grote doeken waar mensen niet aan voorbij zouden lopen in een museum.
Ondanks zijn geringe ervaring werd hij vanaf 2015 de vaste kunstschilder van de Martinikerk in Groningen. Toen hij de kerk wilde huren voor een gelegenheid, schilderde hij in ruil daarvoor een eigentijds portret van Sint-Maarten, de heilige Martinus van Tours (316-397), naar wie de kerk vernoemd is. Op het portret geeft Martinus een bedelaar de helft van zijn mantel. Kerkbestuur en publiek waren zodanig enthousiast dat in 2016 een expositie volgde van tien grote werken.
Sinds 2017 werkt hij aan een grote vervolgopdracht voor de Martinikerk: het schilderen van de zeven werken van barmhartigheid. De werken komen te hangen in de kooromgang van de kerk. Het is voor het eerst sinds de Reformatie en de Beeldenstorm – toen de kerk protestants werd – dat er weer permanent beeldende kunst in de kerk aanwezig is.
Modderman woont en werkt in Groningen. Hij beschouwt zichzelf meer een ambachtsman dan een kunstenaar. Hij kan inmiddels leven van zijn werk, mede door steun van een Nederlands-Amerikaanse mecenas.

## Stijl en thematiek
Modderman schildert figuratief met een dramatische insteek, waarbij de thematiek uit de Bijbel komt. Zijn werk toont natuurgetrouwe, levensgrote personages tegen een sobere achtergrond, die de toeschouwer vaak aankijken. Hij schildert alleen de attributen die essentieel zijn voor het afgebeelde tafereel. Formaat en lichtval zijn geïnspireerd door grote werken van Rembrandt uit het Rijksmuseum en de barokke schilderijen van Carvaggio in de Galeria degli Uffizi in Florence. De techniek is olieverf op doek of paneel.
Het protestantisme kent – in tegenstelling tot het katholicisme – geen schildertraditie. Toch haalt Modderman zijn inspiratie uit zijn protestants-christelijke achtergrond. Hij kiest voor ongebruikelijke scènes die nog niet eerder zijn vereeuwigd, waarbij de nadruk niet ligt op de bovenmenselijkheid van de heiligen of de wonderen. Hij ontdoet de verhalen daarmee van het gebruikelijke katholieke randje. In plaats daarvan probeert Modderman de menselijke emotie en kwetsbaarheid te vangen om zo de essentie van de verhalen herkenbaar te maken voor een modern publiek. Hij geeft als het ware een protestantse versie van de bijbel- en heiligenverhalen die in de katholieke traditie zo vaak zijn geschilderd.
Zo ontbreekt op het schilderij van Sint-Martinus het paard uit de legende en ziet Martinus er alledaags uit. Met het licht dat op de bedelaar valt, ligt de nadruk op de daad van barmhartigheid en niet op het bovenmenselijke van de heilige. In het werk De zieken verzorgen, dat geïnspireerd is op de geschiedenis van de genezing van de lamme door Christus, koos hij ervoor om niet het wonder van de genezing te vereeuwigen, maar het moment waarop de vier vrienden met de zieke op weg gaan, zonder te weten wat er komen gaat. Bij uitstek een daad van medemenselijkheid en geloofsvertrouwen. Hij wil hiermee de mooie kant van het christelijk geloof laten zien, zonder moralistisch te zijn.

## Onderscheidingen
- Modderman won in 2020 de BP Young Artist Award, een belangrijke prijs die elk jaar wordt uitgereikt door de National Portrait Gallery in Londen. Het was de eerste keer dat deze prijs naar een Nederlandse kunstenaar ging. Modderman kreeg de prijs voor zijn werk Rusteloos.[1] De onderscheiding bestaat uit een bedrag van ongeveer 10.000 euro, opname in het museum in Londen en deelname aan een expositie rond de prijs.[2]
- Eind 2024 werd Modderman verkozen tot Talent van het Jaar 2025.

## Werken (selectie)
- Sint Martinus (2015), olieverf op doek, 200 cm × 150 cm
- Vertrouwen (2017), olieverf op doek, 200 cm × 150 cm, naar de geschiedenis waarin Abraham opgedragen werd Isaak te offeren
- De zieken verzorgen (2018), olieverf op doek, 300 cm × 140 cm, naar de geschiedenis van de genezing van de lamme
- De doden begraven (2019), olieverf op doek, 300 cm × 150 cm, naar de geschiedenis van de begrafenis van de jongeling uit Naïn
- Rusteloos (2020), olieverf op masoniet, 97 cm × 125 cm, naar de geschiedenis van Eli

## Exposities
- 2019-2020: Museum of the Bible, Washington
- 2016: Schoonheid van religie, Martinikerk Groningen, tien werken
- 2016-: permanente solo-expositie in de New Bern Art Exhibit in North Carolina
- 2025: Stadsmuseum Harderwijk, Harderwijk[3]